# Karl Ohnesorg
Karl Ohnesorg (* 29. Juni 1867 in Mannheim; † 15. November 1919 in Hannover) war ein deutscher Dirigent und Komponist. 1912/13 war er Chefdirigent des Stadttheater-Orchesters Halle.

## Leben
Karl Ohnesorg wurde 1867 im badischen Mannheim geboren. Zu seinen Lehrern gehörten u. a. Carl Reinecke, Bruno Zwintscher und Felix Draeseke. Danach wirkte er als Theaterkapellmeister in Königsberg i. Pr. und Lübeck. Ab 1900 war er in der Nachfolge Bruno Walters am Rigaer Theater im Gouvernement Livland tätig, wurde dann aber im Zuge des dortigen „Theaterkonflikts“ zum Ende der Saison 1908/09 entlassen. Im Anschluss ging er nach Breslau. 1912/13 war er Chefdirigent des Stadttheater-Orchesters Halle. Daneben trat er als Komponist von Opern, Balletts und Operetten in Erscheinung.

## Werke (Auswahl)
- Die Bettlerin vom Pont des Arts, Oper (Lübeck 1899)
- Die Gauklerin, Oper (Riga 1905)
- Zauber einer Polarnacht, Ballett (Dresden 1911)
- Der gelbe Prinz, Operette (Dresden 1911)
- Lady Luftikus, Operette (Nürnberg 1911)
- Jonge Meisje, Operette (Dresden 1912)